# Karl Steinlein
Karl Steinlein (auch Carl Steinlein; * 24. April 1796 in Bamberg; † 1851 in Würzburg) war ein deutscher Nationalökonom.

## Leben
Steinlein besuchte das Bamberger Gymnasium. Anschließend absolvierte er ein Studium der Staatswissenschaften an den Universitäten Würzburg, Erlangen und Göttingen. Danach ging er an die Universität München. Dort habilitierte er sich, zuvor zum Dr. phil. im Bereich Staatswissenschaft promoviert, an der Staatswirtschaftlichen Fakultät. Anschließend lehrte er dort bis 1834 als Privatdozent.
Steinlein wurde spätestens 1835 zum ordentlichen Professor der Staats- und Finanzwissenschaft an die Münchener Universität berufen. Später ging er in den praktischen Verwaltungsdienst. Spätestens ab 1839 bis mindestens 1849 war er Kassier der Specialkasse Würzburg.

## Werke
- Agriculturae laus incrementa et impedimenta dissertatio, Storn, Landshut 1825 (online).
- Handbuch der Volks-Wirthschaftslehre: mit drei synoptischen Tafeln, München 1830 (Literarisch-Artistische Anstalt, München 1831 (online), Reprint Auvermann, Glashütte im Taunus 1970).